# Guillotines (film)
Pour les articles homonymes, voir Guillotine (homonymie).
Pour plus de détails, voir Fiche technique et Distribution.
Guillotines (血滴子, Xue di zi) est un film sino-haïtien réalisé par Andrew Lau, sorti en 2012. Il s'agit d'un remake du film La Guillotine volante sorti en 1975.

## Synopsis
Pendant la dynastie Qing, un groupe de combattants s'oppose aux ennemis du royaume à l'aide d'une arme, la guillotine volante. Un jour, ils réalisent qu'ils s'en prennent à des innocents et décident de se retourner contre leurs maîtres.

## Fiche technique
- Titre : Guillotines
- Titre original : 血滴子 (Xue di zi)
- Réalisation : Andrew Lau
- Scénario : Aubrey Lam, Joyce Chan, Hui Yuet-jan, Peter Tsi, Junli Guo et Lui Koon-nam
- Musique : Chan Kwong-wing
- Photographie : Fung Yuen-man
- Montage : Chung Wai-chiu
- Production : Peter Chan, Hui Yuet-jan et Andrew Lau
- Société de production : Media Asia Films, Polyface Entertainment, Starling Road Productions, Stellar Mega Films et We Pictures
- Pays de production :  Chine -  Hong Kong -  Haïti
- Genre : Action et drame
- Durée : 112 minutes
- Dates de sortie : 
  -  Hong Kong : 27 décembre 2012

## Distribution
- Huang Xiaoming : Wolf
- Ethan Juan : Leng
- Purba Rgyal : Chentai
- Gao Tian : Hutu
- Zhou Yiwei : Buka
- Jing Boran : Shisan
- Guo Peng : Su
- Li Yuchun : Musen
- Jimmy Wang Yu : Gong-E
- Li Meng : Bai Lan
- Kei Gambit : Len

## Accueil
Le film a reçu un accueil défavorable de la critique. Il obtient un score moyen de 35 % sur Metacritic.